# カステロ・ルケバ
- カステロ・リュケバ

カステロ・ジュニオール・ルケバ（Castello Junior Lukeba、2002年12月17日 - ）は、フランス・リヨン出身のサッカー選手。ブンデスリーガ・RBライプツィヒ所属。フランス代表。ポジションはDF。

## クラブ経歴
2009年にサン＝ジュニ・ラヴァルという地元のアマチュアクラブでキャリアをスタートさせ、2011年にオリンピック・リヨンの下部組織に入団した。
2021年8月7日、リーグ・アンのスタッド・ブレスト29との試合でトップチームデビューを果たすと、プロ1年目かつ18歳にして2021-22シーズンはリーグ戦24試合、公式戦通算30試合に出場した。この活躍により、シーズン前後で比較して市場価値がおよそ1750万ユーロも上昇した。
2023年8月11日、RBライプツィヒに移籍した。5年契約で、移籍金は約3500万ユーロとみられている。

## 代表経歴
2018年からフランスの世代別代表に招集され始め、2022年には19歳ながらU-21フランス代表に初招集された。

## 人物
両親はアンゴラにルーツを持つため、ルケバはフランスとアンゴラの国籍を保持している。

## タイトル

### クラブ
RBライプツィヒ
- DFLスーパーカップ: 2023

### 代表
U-23フランス代表
- パリオリンピック銀メダル: 2024